# 宇治の中君
宇治の中君（うじのなかのきみ）は、紫式部の『源氏物語』の登場人物。五十四帖中、第三部「宇治十帖」の「橋姫」から「蜻蛉」まで登場。匂宮の妻。
宇治八の宮と北の方の間に生まれた次女。母北の方は中君を出産後に死去、父八の宮の手で二歳上の姉大君と共に宇治で育てられた。姉妹共に美しいが、姉の大君が物静かな性格の優雅で気高い女性であるのに対し、妹の中君は可憐さで優るとされる。
八の宮を慕って薫が宇治を訪れ始めたことから、薫と親しい匂宮に興味を持たれ文を交わすようになる。八の宮の死後、大君は自分に求婚する薫を中君と結婚させたいと願うが、あくまで大君を望む薫の手引きで思いがけず匂宮と結ばれる。その後匂宮の訪れがなかなかないことで、大君が心労から病篤くなりついに死去、一人残された中君は悲嘆に暮れたが、明石中宮の許可が下りたことで京の二条院へ迎えられる。薫の親身な後見に支えられ、また夫匂宮も中君を熱愛したが、やがて匂宮と夕霧の娘六の君の縁談が持ち上がる。匂宮も立場上これを拒否できず、衝撃を受けた中君は一時は宇治へ帰りたいと薫に懇願したりもしたが、匂宮の長男を出産したことで世間からも重んじられる立場となり、姉妹の中でただ一人幸いを得た。
大君の死後、後見として頼りにしていた薫から一時姉の面影を重ねて思いを寄せられる。中君は困惑しながらもやんわりと薫の求愛を拒絶し、代わりに異母妹の浮舟の存在を告げた。しかし浮舟を二条院で預かった際、匂宮が彼女に目をつけ、後に薫と匂宮の間で浮舟が板挟みとなる悲劇を招く原因になった。